# Wienrode
Wienrode là một đô thị thuộc huyện Harz, bang Sachsen-Anhalt, Đức. Đô thị Wienrode có diện tích 13,89 km², dân số thời điểm ngày 31 tháng 12 năm 2006 là 896 người.